# Huperzia arctica
Huperzia arctica — багаторічна трав'яниста рослина родини плаунові (Lycopodiaceae).

## Таксономічні примітки
Huperzia — надзвичайно складний рід і терміново потребує ретельного поєднанні морфологічних, цитологічних і молекулярних досліджень. Північноєвропейський матеріал можна розділити на три морфологічні групи, інтерпретовані як види: H. selago із зубчастими, зеленими листками і малою кількістю, якщо взагалі є, цибулинок; H. appressa з притиснутими або субпритиснутими, як правило, зубчастими листками (які поширені й на основу пагонів) і цибулинками та залишками від цибулинок, які видно тільки на частинах пагонів з останніх років й H. arctica. Відмінності, можливо, більш виражені між H. arctica та H. appressa ніж між H. appressa та H. selago.

## Опис
Багаторічна трава росте у вигляді окремих особин з неглибокою кореневою системою. Стебла вильчато розгалужені на основі в кілька майже однаково довгих пагонів, утворюючи яскраво виражений чубчик. Пагони довжиною 3–8 см, 4–6(8) мм завширшки, густо вкриті перекривним листям. Листки знаходяться в нерегулярних мутовках по 4–6 листків. Листки 3.5–5.5 × 0.8–1.2 мм вузько трикутні, від гострих до загострених, краї від цілих до субцілих (може бути кілька, нечітких зубчиків), жовтувато-зелені. Цибулинки брунькоподібні, як правило, формуються в пазухах листків. Спорангії ниркоподібні, бл. 1 × 1 мм. Спори в достатку, жовті або жовтуваті.

## Відтворення
Статеве розмноження спорами; вегетативне розмноження цибулинками. Спори розносяться вітром. Цибулинки можуть бути скинуті тваринами і, ймовірно, сильними вітрами.

## Поширення
Вид циркумполярний і досягає півдня в деяких північних горах Європи й південної Норвегії. Порівняння рослини з типового регіону в північній Якутії з рослинами з арктичних районів Західного Сибіру, європейської частини Росії, Шпіцбергену, Ісландії, Ґренландії й північно-східної частини Канади показали, що рослини в основному схожі. 
Найбільш поширений у пустищах із деяким захистом снігового покриву, валунні поля й осипи, часто захищені серед каменів. Вид частіше трапляється в районах з приблизно нейтральними або кислотними субстратами.

## Галерея

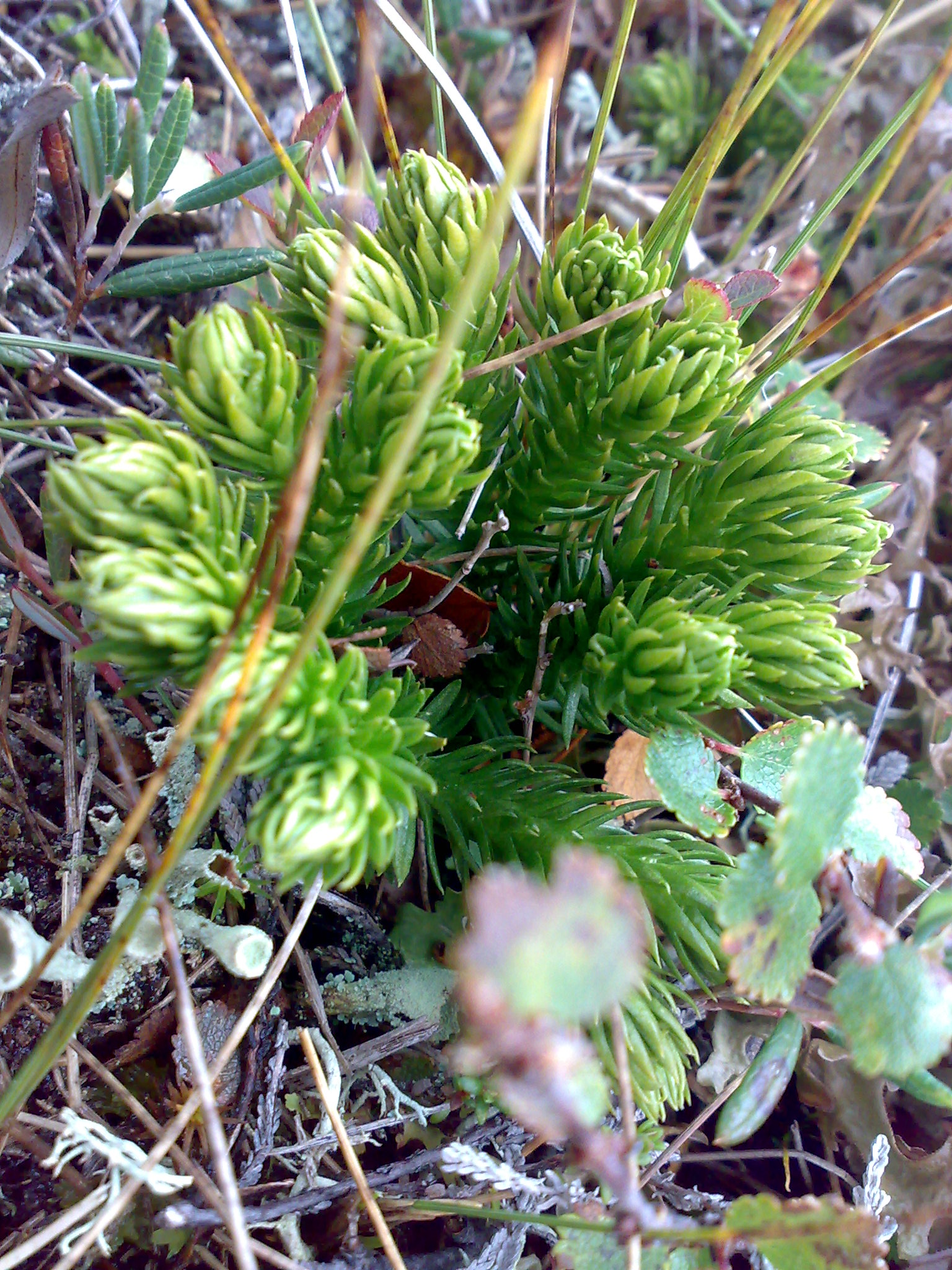
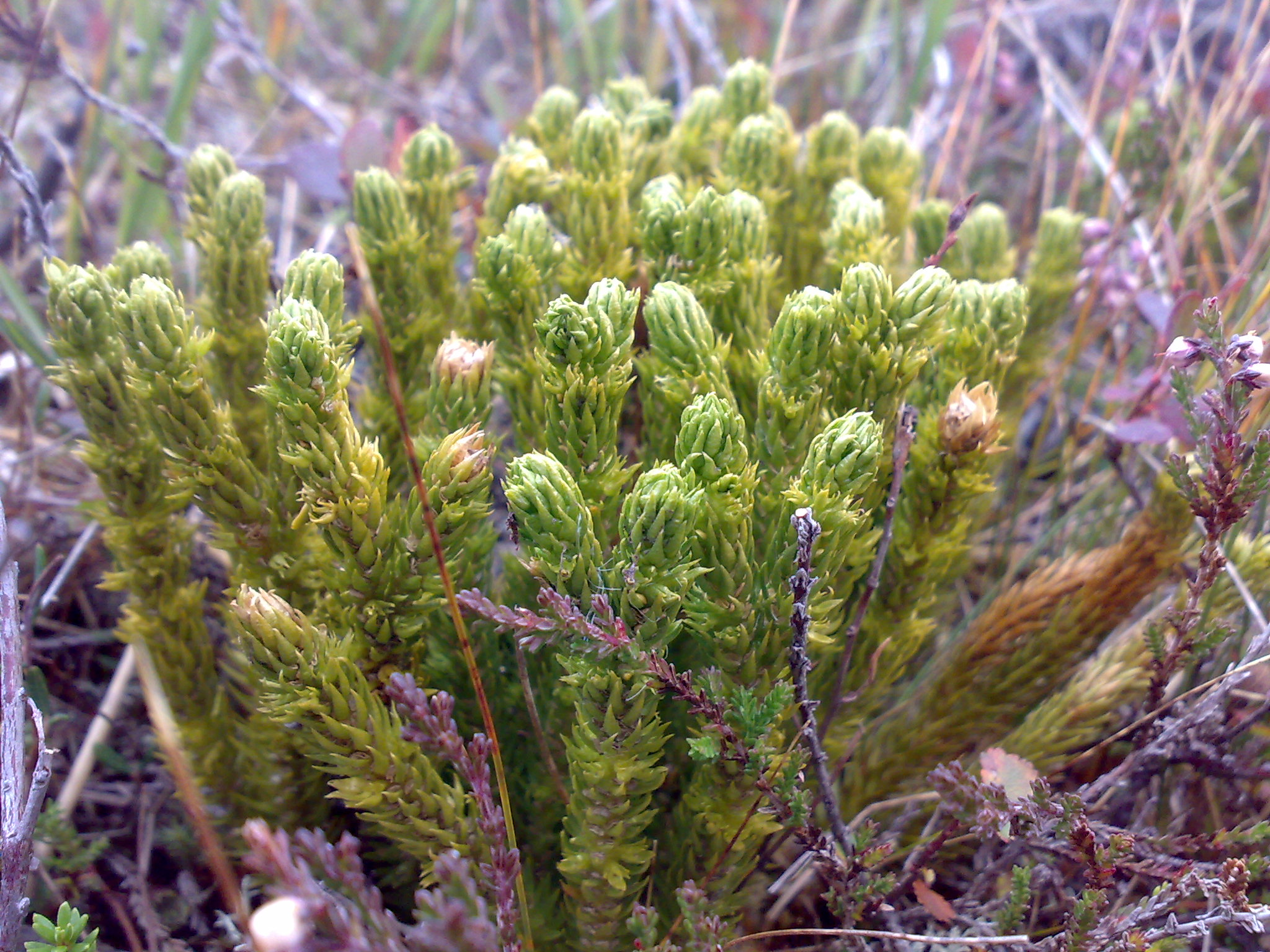